# OLAP
OLAP es el acrónimo en inglés de procesamiento analítico en línea (On-Line Analytical Processing). Es una solución utilizada en el campo de la llamada Inteligencia de negocios (o Business Intelligence) cuyo objetivo es agilizar la consulta de grandes cantidades de datos. Para ello utiliza estructuras de datos diversas, normalmente multidimensionales (o Cubos OLAP), que contienen datos resumidos de grandes Bases de datos o Sistemas Transaccionales (OLTP). Se usa en informes de negocios de ventas, marketing, informes de dirección, minería de datos y áreas similares.
La razón de usar OLAP para las consultas es la rapidez de respuesta. Una base de datos relacional almacena entidades en tablas discretas si han sido normalizadas. Esta estructura es buena en un sistema OLTP pero para las complejas consultas multitabla es relativamente lenta. Un modelo mejor para búsquedas (aunque peor desde el punto de vista operativo) es una base de datos multidimensional.
La principal característica que potencia a OLAP, es que es lo más rápido a la hora de ejecutar sentencias SQL de tipo SELECT, en contraposición con OLTP que es la mejor opción para operaciones de tipo INSERT, UPDATE Y DELETE [cita requerida].

## Funcionalidad
En la base de cualquier sistema OLAP se encuentra el concepto de cubo OLAP (también llamado cubo multidimensional o hipercubo). Se compone de hechos numéricos o medidas, que se clasifican por dimensiones. El cubo de metadatos es típicamente creado a partir de un esquema en estrella o copo de nieve, esquema de las tablas en una base de datos relacional. Las medidas se obtienen de los registros de una tabla de hechos y las dimensiones se derivan de la dimensión de los cuadros.

## Tipos de sistemas OLAP
Tradicionalmente, los sistemas OLAP se clasifican según las siguientes categorías:

### ROLAP
Implementación OLAP que almacena los datos en un motor relacional. Típicamente, los datos son detallados, evitando las agregaciones y las tablas se encuentran desnormalizadas. Los esquemas más comunes sobre los que se trabaja son estrella o copo de nieve, aunque es posible trabajar sobre cualquier base de datos relacional. La arquitectura está compuesta por un servidor de banco de datos relacional y el motor OLAP se encuentra en un servidor dedicado. La principal ventaja de esta arquitectura es que permite el análisis de una enorme cantidad de datos.

### MOLAP
Esta implementación OLAP almacena los datos en una base de datos multidimensional. Para optimizar los tiempos de respuesta, el resumen de la información es usualmente calculado por adelantado. Estos valores precalculados o agregaciones son la base de las ganancias de desempeño de este sistema. Algunos sistemas utilizan técnicas de compresión de datos para disminuir el espacio de almacenamiento en disco debido a los valores precalculados.

### HOLAP (Hybrid OLAP)
Almacena algunos datos en un motor relacional y otros en una base de datos multidimensional.

### Comparación
Cada sistema OLAP tiene ciertos beneficios (aunque existe desacuerdo acerca de las características específicas de los beneficios entre los proveedores).
Algunas implementaciones MOLAP son propensas a la "explosión" de la base de datos; este fenómeno provoca la necesidad de grandes cantidades de espacio de almacenamiento para el uso de una base de datos MOLAP cuando se dan ciertas condiciones: elevado número de dimensiones, resultados precalculados y escasos datos multidimensionales. Las técnicas habituales de atenuación de la explosión de la base de datos no son todo lo eficientes que sería deseable.
Por lo general MOLAP ofrece mejor rendimiento debido a la especializada indexación y a las optimizaciones de almacenamiento. MOLAP también necesita menos espacio de almacenamiento en comparación con los especializados ROLAP porque su almacenamiento especializado normalmente incluye técnicas de compresión.
ROLAP es generalmente más escalable. Sin embargo, el gran volumen de preprocesamiento es difícil de implementar eficientemente por lo que con frecuencia se omite; por tanto, el rendimiento de una consulta ROLAP puede verse afectado.
Desde la aparición de ROLAP van apareciendo nuevas versiones de bases de datos preparadas para realizar cálculos, las funciones especializadas que se pueden utilizar tienen más limitaciones.
HOLAP (OLAP Híbrido) engloba un conjunto de técnicas que tratan de combinar MOLAP y ROLAP de la mejor forma posible. Generalmente puede pre-procesar rápidamente, escala bien, y proporciona una buena función de apoyo.

### Otros tipos
Los siguientes acrónimos a veces también se utilizan, aunque no son sistemas tan generalizados como los anteriores:
- WOLAP o Web OLAP: OLAP basado u orientado para la web.
- DOLAP o Desktop OLAP: OLAP de escritorio
- RTOLAP o Real Time OLAP: OLAP en tiempo real
- SOLAP o Spatial OLAP: OLAP espacial